# Privada Quinta Bonita
Privada Quinta Bonita är en ort i Mexiko.   Den ligger i kommunen Mineral de la Reforma och delstaten Hidalgo, i den sydöstra delen av landet, 80 km nordost om huvudstaden Mexico City. Privada Quinta Bonita ligger 2 357 meter över havet och antalet invånare är 517.
Terrängen runt Privada Quinta Bonita är kuperad norrut, men söderut är den platt. Runt Privada Quinta Bonita är det tätbefolkat, med 982 invånare per kvadratkilometer. Närmaste större samhälle är Pachuca de Soto, 7,0 km nordost om Privada Quinta Bonita. Omgivningarna runt Privada Quinta Bonita är i huvudsak ett öppet busklandskap.